# Moltena fiara
Moltena fiara är en fjärilsart som beskrevs av Butler 1870. Moltena fiara ingår i släktet Moltena och familjen tjockhuvuden. Inga underarter finns listade i Catalogue of Life.